# Adoretus kamberanus
Adoretus kamberanus är en skalbaggsart som beskrevs av Ohaus 1936. Adoretus kamberanus ingår i släktet Adoretus och familjen Rutelidae. Inga underarter finns listade i Catalogue of Life.